# Authumes
Authumes ist eine französische Gemeinde im Département Saône-et-Loire in der Region Bourgogne-Franche-Comté. Sie gehört zum Arrondissement Louhans und zum Kanton Pierre-de-Bresse. Der Ort hat 286 Einwohner (Stand 1. Januar 2022). Die Einwohner werden Authumois, resp. Authumoises genannt. Scherzhaft werden die Bewohner r’noillats (Frosch im Patois) genannt, in Erinnerung an die Zeiten, als die Bauern das Wasser im Schlossgraben mit Ruten schlagen mussten, damit die Herrin im Schlaf nicht durch die quakenden Frösche gestört wurde.

## Geografie

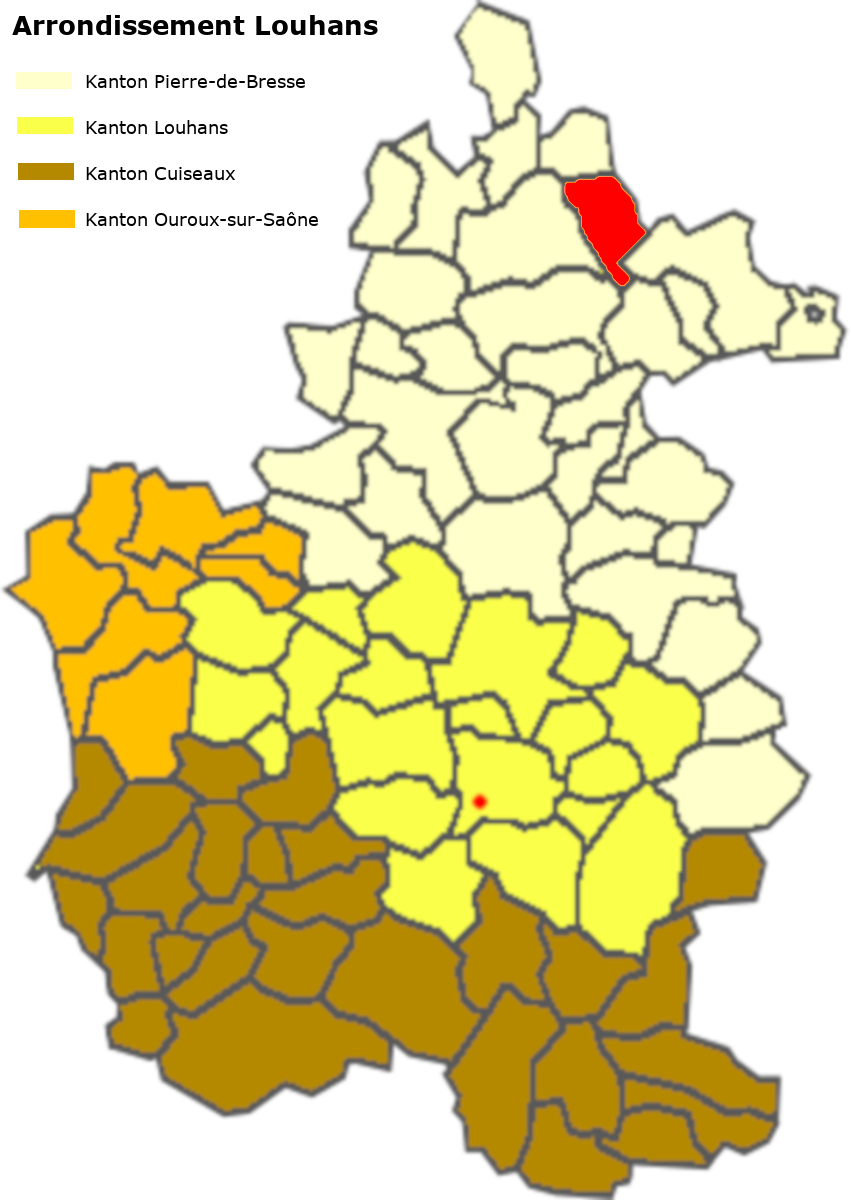
Lage der Gemeinde im Arrondissement Louhans

Die Gemeinde liegt an der nördlichen Grenze der Landschaft der Bresse, im Nordosten grenzt sie an das Département Jura. Die nördlichen Gebiete des Gemeinde, nämlich nördlich von La Breux gehören offiziell bereits zur Landschaft Vallée de la Saône.
Entlang der südlichen Gemeindegrenze fließt der Ruisseau des Tenaudins, der entlang der südlichen Gemeindegrenze zahlreiche Étangs entwässert. Im Norden der Gemeinde entspringt La Breux und im Osten bildet die Coursière de Brenae die nordöstliche Gemeindegrenze. Die Gemeinde bildet eine deutliche Wasserscheide zwischen Doubs und Brenne.
Von der Gesamtfläche sind knapp 40 % mit Wald bedeckt, die Waldgebiete liegen vorwiegend südlich und östlich des Bourg. In Nord-Süd-Richtung verläuft die Départementsstraße D373 von Fretterans Richtung Pierre-de-Bresse. In Ost-West-Richtung verläuft die Départementsstraße D29, auf der Trasse der Römerstraße, die Pierre-de-Bresse mit Chalon-sur-Saône, Tavaux und Besançon verband.
Zur Gemeinde gehören folgende Weiler und Fluren: les Bois, la Crotte, le Faubourg, le Fay, en Forêt, Grands-Prés, les Hauts-et-Bas, les Hays, la Malatière, la Pérouse, la Quenoncère, Ramouille, Rippes-Saint-Paul.

### Klima
Das Klima in Authumes ist warm und gemäßigt. Es gibt das ganze Jahr über deutliche Niederschläge, selbst der trockenste Monat weist noch hohe Niederschlagsmengen auf. Die Klassifikation des Klimas nach Köppen und Geiger ist Cfb ((Gemäßigtes) Ozeanklima). Die Temperatur liegt im Jahresdurchschnitt bei 11,8 °C. Der wärmste Monat ist der Juli mit einer Durchschnittstemperatur von 20,9 °C, der kälteste der Januar mit 3,1 °C. Über ein Jahr verteilt summieren sich die Niederschläge auf 1065 mm, dabei ist der November mit 110 mm der niederschlagsreichste, während Februar und März als trockenste Monate 77 mm aufweisen, zusammen mit den Sommermonaten Juli und August mit je 78 mm.
|                        | Jan | Feb | Mär  | Apr  | Mai  | Jun  | Jul  | Aug  | Sep  | Okt  | Nov  | Dez |   |      |
| Mittl. Temperatur (°C) | 3,1 | 3,7 | 7,3  | 11,0 | 14,9 | 18,9 | 20,9 | 20,5 | 16,8 | 12,7 | 7,2  | 3,9 | ⌀ | 11,8 |
| Mittl. Tagesmax. (°C)  | 6,1 | 7,5 | 11,8 | 15,6 | 19,2 | 23,6 | 25,6 | 25,3 | 21,3 | 16,8 | 10,4 | 6,8 | ⌀ | 15,9 |
| Mittl. Tagesmin. (°C)  | 0,4 | 0,3 | 3,0  | 6,1  | 10,0 | 13,8 | 15,8 | 15,6 | 12,4 | 8,9  | 4,2  | 1,3 | ⌀ | 7,7  |
|                        |     |     |      |      |      |      |      |      |      |      |      |     |   |      |
| Niederschlag (mm)      | 90  | 77  | 77   | 88   | 96   | 81   | 78   | 78   | 87   | 103  | 110  | 100 | Σ | 1065 |

| 0,4 |

| 0,3 |

| 3,0 |

| 6,1 |

| 10,0 |

| 13,8 |

| 15,8 |

| 15,6 |

| 12,4 |

| 8,9 |

| 4,2 |

| 1,3 |

| 0,4 |

| 0,3 |

| 3,0 |

| 6,1 |

| 10,0 |

| 13,8 |

| 15,8 |

| 15,6 |

| 12,4 |

| 8,9 |

| 4,2 |

| 1,3 |

## Toponymie
Der Name geht auf die gallorömische Besiedlungszeit zurück, ursprünglich altus tumulus, mit der Bedeutung eines hohen Hügels. Tatsächlich erscheint das Gebiet von Authumes als deutliche Erhebung, wenn man es von der Römerstraße aus betrachtet, die auf rund 180 Metern liegt.

## Geschichte
Authumes grenzt an die Franche-Comté und liegt am Rand der Bresse, auf einem kleinen Höhenzug, genannt Tertre (kleine Anhöhe). Es lag im Grenzgebiet der Sequaner zu den Häduern. In der Gegend wurden Überreste von römischen Gebäuden, Scherben und Gegenstände gefunden, darunter eine kleine Bronzestatuette. Die Fundgegenstände legen nahe, dass sich hier eine gallo-römische Siedlung befand, die durch die einwandernden Franken zerstört wurde. Der Pfarrei war eine Familiarité angegliedert. Es bestand ein Leprosorium, worauf der alte Flurname La Malatière hinweist.
1302 verkaufte Jean de Vienne seinen ganzen Besitz in Authumes an Herzog Robert II. Im 15. Jahrhundert übergab Philipp der Gute die Baronie seinem Kanzler Nicolas Rolin. Der Ort hatte eine Stadtmauer mit zwei Toren und eine Burg mit Türmen. Sie geht auf das Jahr 950 zurück, wurde unter Rollin erweitert und zu einer wahren Festung ausgebaut. Bedingt durch die Grenzlage hatte die Bevölkerung während der Hugenottenkriegen und dem Devolutionskrieg viel zu leiden. 1637 wurde Authumes durch die Comtois erobert, 1638 erfolgte die Rückeroberung durch die Franzosen. Auf Befehl des Königs wurde das Schloss geschleift, übrig blieb lediglich ein alter Turm und Spuren der ehemaligen Gräben. Die Häuser wurden ebenfalls zerstört und die Siedlung am heutigen Ort wieder aufgebaut.{
Von Nicolas Rolin erbte seine Tochter Philipote die Herrschaft Authumes, die sie wiederum an Anne d'Oiselet vererbte, die Gattin von Emart Bouton, Kammerherr des Herzogs von Burgund und Marktvogt von Chalon-sur-Saône. 1534 verkaufte Charles Bouton die Herrschaft von Authumes an Philippe Chabot, Admiral von Frankreich. 1666 besaß Catherine de Neuville, Gräfin von Armagnac, die Herrschaft Authumes, nach etlichen Besitzerwechseln gelangte sie in den Besitz der Familie de Thiard.
Zwischen dem Friedhof und dem Dorf befindet sich die Fontaine des Trois-Rois (Drei-Königs-Brunnen). Dorthin pflegten die Eltern die an Skrofulose erkrankten Kinder zu bringen, bevor sie in der Kirche beteten und Weihgaben stifteten. Die Kirche wurde 1686 aus dem Material des alten Schlosses erbaut und Mariä Geburt geweiht. 1988 bestanden noch 14 Landwirtschaftsbetriebe.

### Die Herren von Authumes
Große Teile der Bresse bourguignonne gehörten im Mittelalter den Antigny-de Vienne. 1302 verkaufte Jean de Vienne la ville et maison forte d’Authumes (Stadt und Festung von Authumes) an Herzog Robert II. im Sinne einer Lehensauftragung für eine Jahresrente von 400 Livres, fällig jeweils an der Messe von Chalon. Es ist davon auszugehen, dass sie das Lehen als Vasallen noch eine Zeit lang behielten.
Vor 1422 belehnte Philipp der Gute seinen Kanzler Nicolas Rolin mit der Baronie Authumes, zusammen mit einer Anzahl weiterer Lehen, unter anderen auch die Baronie von Mervans. Nicolas Rolin baute das Schloss aus. verschönerte es und verbrachte die letzten Tage seines Lebens dort.
Philipote Rolin, die Tochter von Nicolas Rolin aus zweiter Ehe und Patenkind von Philipp dem Guten, erbte seinen Besitz. Sie heiratete 1427 Guillaume d’Oiselay und ihre gemeinsame Tochter, Anne, erbte das Lehen.
Anne d'Oiselay heiratete am 13. April 1459 Emart Bouton, wodurch das Lehen an diese Familie überging.
1534 verkaufte Charles Bouton die Herrschaft Authumes an Philippe Chabot. Später wechselten die Besitzer: 1666 Catherine de Neufville (* 1639, † 25. Dezember 1707), Gräfin von Armagnac, durch Heirat mit Louis de Lorraine, später Ignace Desain, Bürger von Paris und Pierre Belin, Berater am Parlement von Dijon.
1680 kaufte Louis de Lorraine, Grand Écuyer de France die Herrschaft Authumes zusammen mit Fretterans.
1686 waren beide Herrschaften im Besitz von Jacques de Thiard de Bissy, Marquis de Bissy, wo sie bis zur Revolution verblieben.
Mit der Französischen Revolution 1789 wurden die Vorrechte des Adels abgeschafft, sie behielten lediglich noch ihre Titel.

## Bevölkerung
| Authumes: Einwohnerzahlen von 1793 bis 2020 | Authumes: Einwohnerzahlen von 1793 bis 2020 | Authumes: Einwohnerzahlen von 1793 bis 2020 | Authumes: Einwohnerzahlen von 1793 bis 2020 | Authumes: Einwohnerzahlen von 1793 bis 2020 |
| --- | ------------------------------------------- | ------------------------------------------- | ------------------------------------------- | ------------------------------------------- |
| Jahr |                                             |                                             |                                             | Einwohner                                   |
| 1793 | 1793                                        |                                             | 440                                         | 440                                         |
| 1800 | 1800                                        |                                             | 521                                         | 521                                         |
| 1806 | 1806                                        |                                             | 472                                         | 472                                         |
| 1821 | 1821                                        |                                             | 551                                         | 551                                         |
| 1831 | 1831                                        |                                             | 587                                         | 587                                         |
| 1836 | 1836                                        |                                             | 659                                         | 659                                         |
| 1841 | 1841                                        |                                             | 660                                         | 660                                         |
| 1846 | 1846                                        |                                             | 667                                         | 667                                         |
| 1851 | 1851                                        |                                             | 651                                         | 651                                         |
| 1856 | 1856                                        |                                             | 630                                         | 630                                         |
| 1861 | 1861                                        |                                             | 593                                         | 593                                         |
| 1866 | 1866                                        |                                             | 637                                         | 637                                         |
| 1872 | 1872                                        |                                             | 667                                         | 667                                         |
| 1876 | 1876                                        |                                             | 666                                         | 666                                         |
| 1886 | 1886                                        |                                             | 599                                         | 599                                         |
| 1891 | 1891                                        |                                             | 536                                         | 536                                         |
| 1896 | 1896                                        |                                             | 550                                         | 550                                         |
| 1901 | 1901                                        |                                             | 523                                         | 523                                         |
| 1911 | 1911                                        |                                             | 497                                         | 497                                         |
| 1921 | 1921                                        |                                             | 432                                         | 432                                         |
| 1926 | 1926                                        |                                             | 418                                         | 418                                         |
| 1931 | 1931                                        |                                             | 412                                         | 412                                         |
| 1936 | 1936                                        |                                             | 412                                         | 412                                         |
| 1946 | 1946                                        |                                             | 376                                         | 376                                         |
| 1954 | 1954                                        |                                             | 352                                         | 352                                         |
| 1962 | 1962                                        |                                             | 330                                         | 330                                         |
| 1968 | 1968                                        |                                             | 306                                         | 306                                         |
| 1975 | 1975                                        |                                             | 304                                         | 304                                         |
| 1982 | 1982                                        |                                             | 250                                         | 250                                         |
| 1990 | 1990                                        |                                             | 209                                         | 209                                         |
| 1999 | 1999                                        |                                             | 199                                         | 199                                         |
| 2006 | 2006                                        |                                             | 215                                         | 215                                         |
| 2009 | 2009                                        |                                             | 240                                         | 240                                         |
| 2014 | 2014                                        |                                             | 258                                         | 258                                         |
| 2020 | 2020                                        |                                             | 282                                         | 282                                         |
| Quelle(n): EHESS/Cassini bis 2006, ab 2009 INSEE Anmerkung(en): • Ab 1962 offizielle Zahlen ohne Einwohner mit Zweitwohnsitz • Höchste Einwohnerzahl 1846 und 1872 mit 667, tiefste Einwohnerzahl 1999 mit 199 (29,8 % vom Maximum) |                                             |                                             |                                             |                                             |

| Bevölkerungsstruktur | Anzahl Einwohner | männlich | weiblich | davon Ausländer | Anteil % |
| -------------------- | ---------------- | -------- | -------- | --------------- | -------- |
|                      | 284              | 143      | 141      | 10              | 3,5      |

| Männer | Alterstufe | Frauen |
| ------ | ---------- | ------ |
| 1      | 90 + älter | 4      |
| 18     | 75–89      | 20     |
| 33     | 60–74      | 31     |
| 39     | 45–59      | 28     |
| 11     | 30–44      | 18     |
| 15     | 15–29      | 19     |
| 25     | 0–14       | 20     |

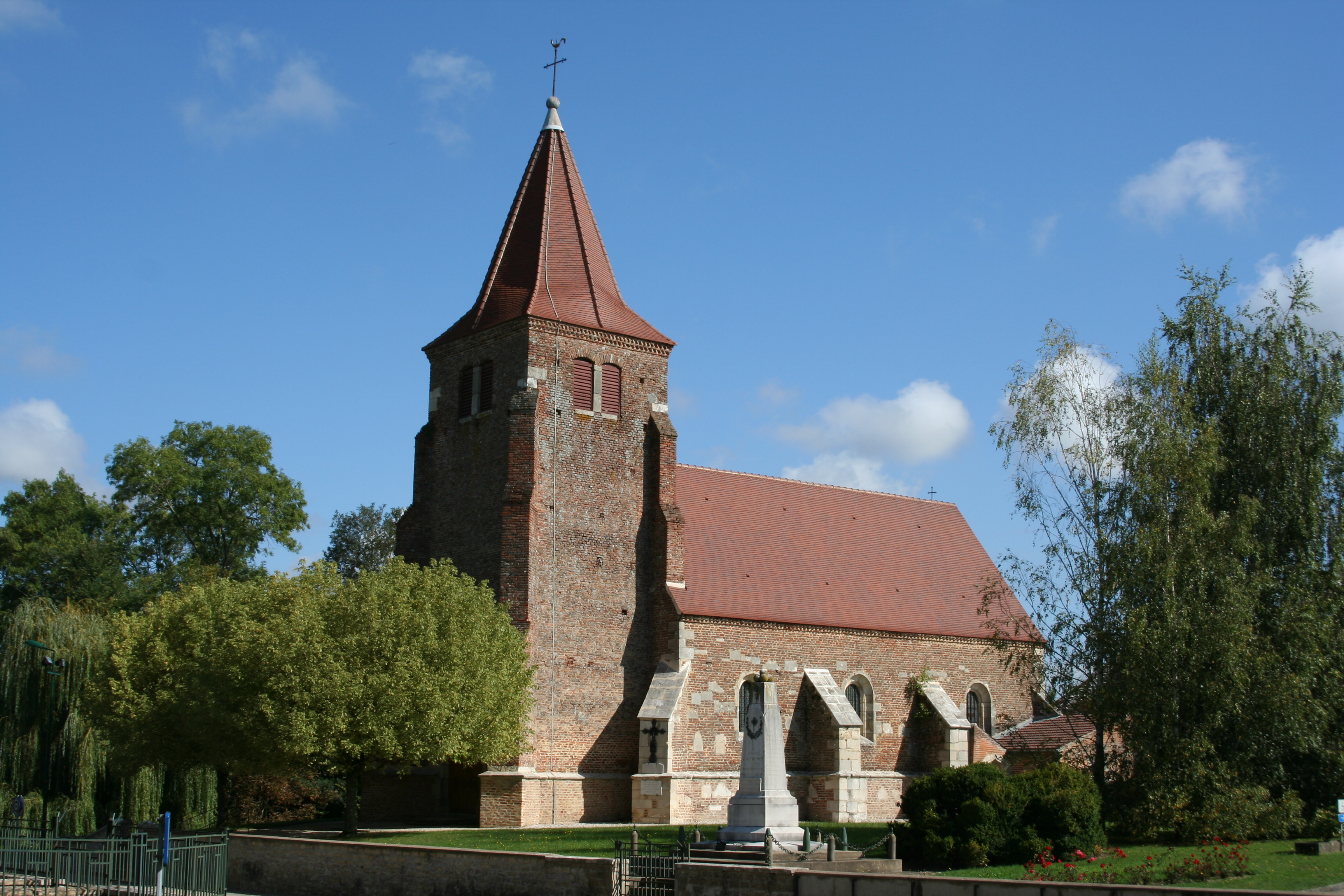
Kirche von Authumes, geweiht der Geburt der Jungfrau Maria

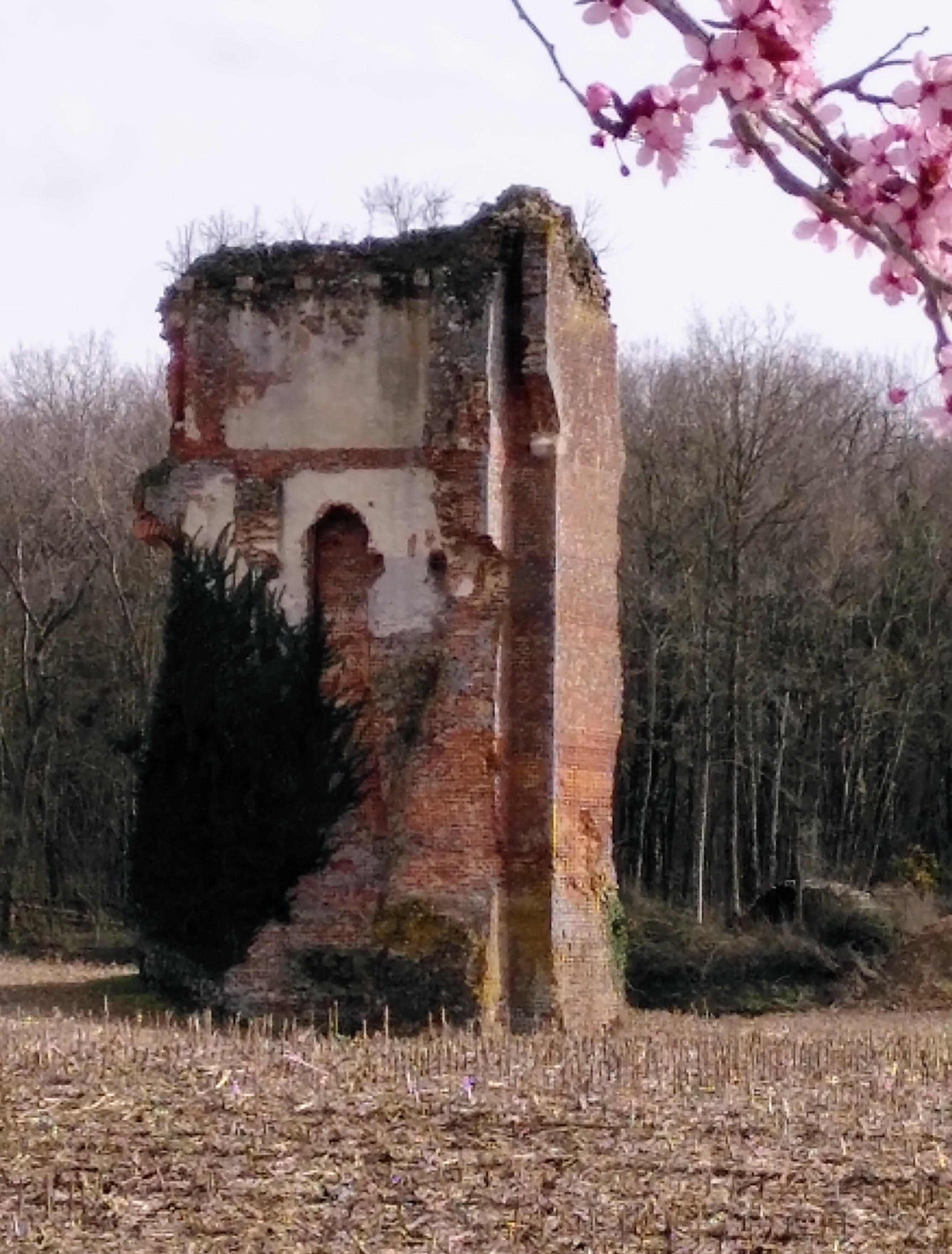
Ruine des Schlosses von Nicolas Rolin in Authumes, 1638 geschleift

Die Bevölkerungsstruktur zwischen Männern und Frauen ist ausgeglichen, wobei 38 % der Bevölkerung jünger als 45 Jahre sind. Demgegenüber sind 53 % der Bevölkerung älter als 60 Jahre und damit im Rentenalter.
| Wohnstruktur               | Anzahl Wohneinheiten | davon Häuser | Wohnungen | sonstige |
| -------------------------- | -------------------- | ------------ | --------- | -------- |
|                            | 173                  | 168          | 5         |          |
| davon Hauptwohnsitz        | 135                  |              |           |          |
| Zweit- oder Ferienwohnsitz | 23                   |              |           |          |
| vakant                     | 13                   |              |           |          |

## Wirtschaft und Infrastruktur

### Unternehmen, Betriebe, Ladengeschäfte und Einrichtungen
In der Gemeinde befinden sich nebst Mairie und Kirche folgende Unternehmen nach Branchen:
| Branche                                                           | Anzahl Betriebe |
| ----------------------------------------------------------------- | --------------- |
| Industrie und verarbeitendes Gewerbe                              | 2               |
| Baugewerbe                                                        | 3               |
| Groß- und Einzelhandel, Verkehr, Beherbergung und Gastronomie     | 3               |
| Information und Kommunikation                                     | 1               |
| Finanz- und Versicherungsdienstleistungen                         |                 |
| Grundstücks- und Wohnungswesen                                    |                 |
| Freiberufliche, wissenschaftliche und technische Dienstleistungen | 5               |
| Öffentliche Verwaltung, Unterricht, Gesundheits- und Sozialwesen  | 2               |
| Sonstige Dienstleistungen                                         | 1               |
| Land- und Forstwirtschaftsbetriebe                                | 4               |

In der Gemeinde befinden sich zwei Autogaragen, zwei Schreinerei-/Zimmereien und ein Gastronomiebetrieb. Mit den Gütern des täglichen Bedarfs versorgen sich die Einheimischen im benachbarten Pierre-de-Bresse (3 km). Beim Étang de Fay befindet sich ein öffentlicher Picknickplatz.

### Geschützte Produkte in der Gemeinde
Als AOC-Produkt sind in Authumes Volaille de Bresse und Dinde de Bresse zugelassen.

### Bildungseinrichtungen
Authumes verfügt über keine eigenen schulischen Einrichtungen. Die Kinder werden in Schulen der umliegenden Gemeinden ausgebildet.